# The Thrash of Naked Limbs
The Thrash of Naked Limbs è il terzo EP della Doom metal band inglese My Dying Bride. Il disco fu realizzato anche in vinile e vide l'entrata (in pianta stabile) nel gruppo del violinista e tastierista Martin Powell.

## Tracce
1. The Thrash of Naked Limbs – 6:13
2. Le Cerf Malade – 6:31
3. Gather Me Up Forever – 5:17

## Formazione
- Aaron Stainthorpe - voce
- Andrew Craighan - chitarra
- Calvin Robertshaw - chitarra
- Adrian Jackson - basso
- Rick Miah - batteria
- Martin Powell - violino